# Động Thiên Long Cát Bà
Động Thiên Long Cát Bà là hang động ở vùng đảo Cát Bà trên vùng đất xã Phù Long huyện Cát Hải thành phố Hải Phòng, Việt Nam..
Động Thiên Long thuộc dạng karst trong khối núi đá vôi ở phía đông đầm Cái Viềng 2. Động gồm 3 khoang riêng biệt với những nhũ đá từ trần hang buông xuống, trong đó có một trụ đá khổng lồ cao hơn đầu người. khoang thứ 2 có vòm rộng với nhiều nhũ đá óng ánh như những rễ cây cổ thụ từ đỉnh núi rủ xuống. Có những nhũ đá tạo thành hình thù của những con vật khổng lồ, tạo sự thích thú cho du khách.
Đường tiếp cận hang từ thị trấn Cát Hải 20°48′11″B 106°54′02″Đ / 20,802994°B 106,900563°Đ ra đò Bến Gót để tới Bến phà Cái Viềng 20°49′03″B 106°54′47″Đ / 20,817449°B 106,913091°Đ. Từ bến này đi bằng đò theo rạch Cái Viềng rồi vào lạch nhỏ trong rừng ngập mặn. Sau đó là đi bộ khoảng 10 phút mới tới nơi. Những ai lần đầu đặt chân đến đây đều khá bất ngờ vì cửa hang Thiên Long khá hẹp và phía trước là những tảng đá chắn nhấp nhô.